# حفار الفلين
حفار الفلين

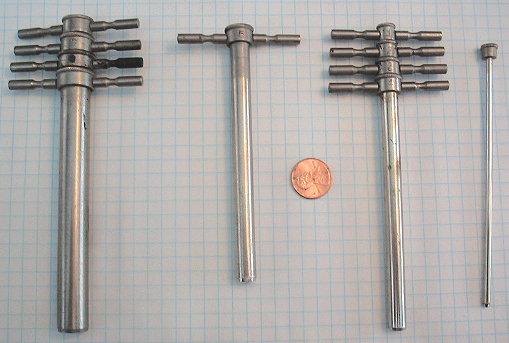
احجام مختلفة من حفارات الفلين.

حفار الفلين، وكثيرا ما تستخدم في مختبر الكيمياء، وهو أداة معدنية لفتح ثقب في الفلين أو سدادة مطاطية لادخال أنابيب الزجاج. كورك الحفارون وعادة ما تأتي في مجموعة من أحجام متداخلة مع دبوس متينا لدفع وإزالة الفلين (أو المطاط) للخروج من حفار. وحفار الفرد هو أنبوب مجوف، مدبب عند الحافة.